# 战争法

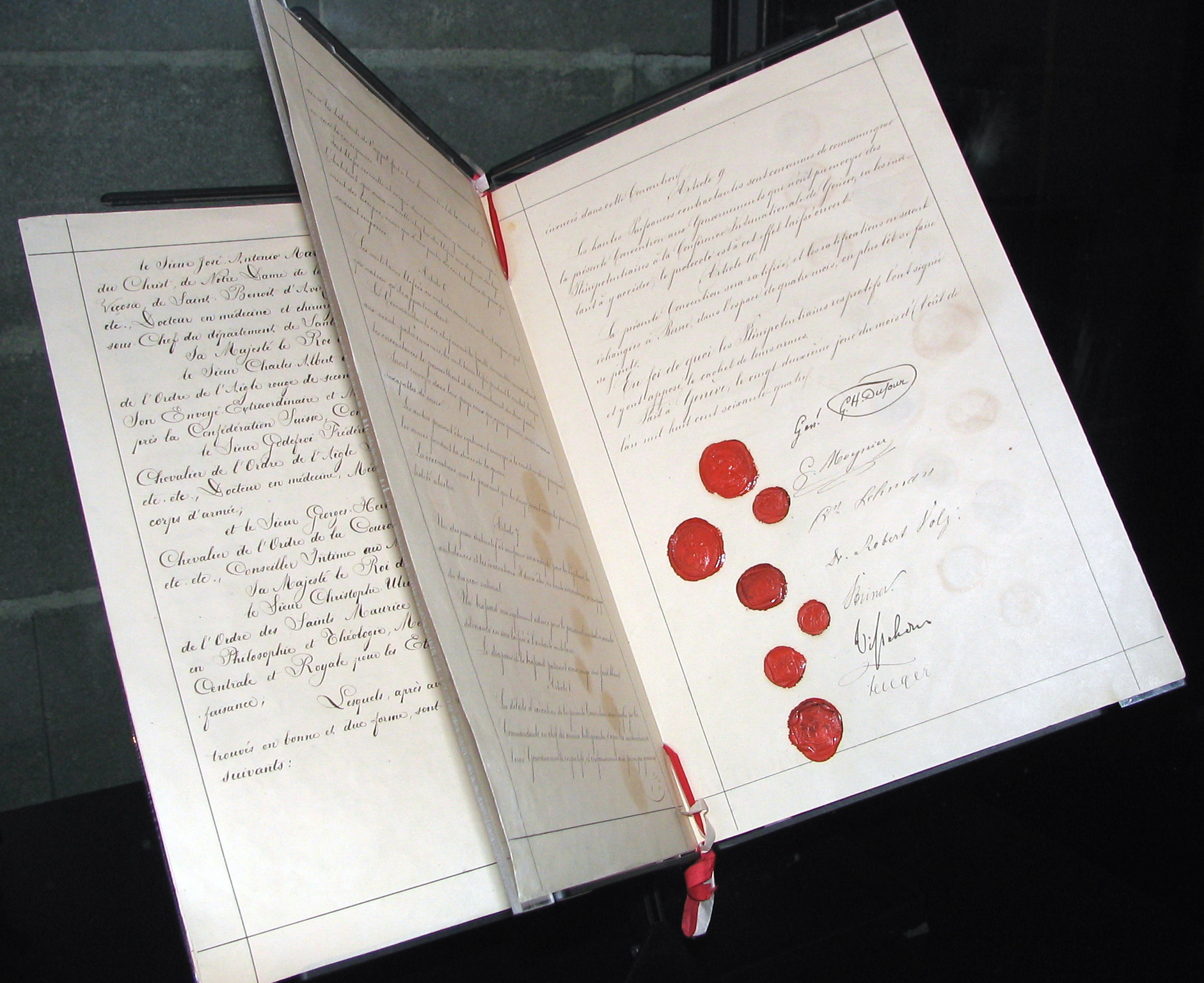
签订于1864年的首部改善武装部队伤者病者境遇的日内瓦公约

战争法（也称武装冲突法）是关于战争中可接受行为的法律。在除内战以外的情况下，战争法也被视为国际公法（万国法）的一部分。战争法可分为两大类：
- 战时法，关于战争中可接受行为的法律。
- 诉诸战争权，关于使用武力的可接受理由的法律。

## 禁止作用
战争法中众所周知的禁止条款包括禁止攻击标有红十字、红新月或与国际红十字与红新月运动相关的其他标志的医生、救护车或医用船只。另外还禁止向举白旗的人员或车辆开火，因为白旗表示有意投降或想要谈判。在这两种情况下，受红十字或白旗保护的个人应保持中立，不得参与军事行动；事实上，在白旗或红十字的保护下从事战争活动是违反战争法的行为，构成背信弃义罪。不遵守这些规定会导致丧失受保护地位，而且会使违反此规定的个人成为合法的军事目标。

## 有关战争法的国际条约
有关战争法的宣言、公约、条约和裁决列表：
- 1856年废除私掠船只的《巴黎会议关于海上若干原则的宣言 》
- 1864年关于改善战地武装部队伤者病者境遇的首部日内瓦公约 （页面存档备份，存于）
- 1868年，关于在战争中放弃使用重量在400克以下的爆炸性弹丸的圣彼得堡宣言 （页面存档备份，存于）
- 1874年8月27日签署于布鲁塞尔的《关于战争法规和惯例的国际宣言》（布鲁塞尔宣言）。该协议从未生效，但为1899年海牙和平会议上战争法的编撰奠定了基础。
- 1880年牛津陆战法规手册。1874年，国际法研究院在日内瓦召开的会议上委派一个委员会专门研究当年签订的《布鲁塞尔宣言》，并就此问题向研究院提交意见和补充建议。该研究院的工作促成了本手册于1880年获得通过，并继而在1899年海牙和平会议上成为编撰战争法的基础。
- 1899年 海牙公约包括4部公约和3个附加宣言（最后一部公约因故与第一个附加宣言内容相同）：
  - 第一公约：和平解决国际争端
  - 第二公约 （页面存档备份，存于）：陆战法规和惯例
  - 第三公约 （页面存档备份，存于）：关于1864年8月22日日内瓦公约的原则适用于海战的公约
  - 第四公约：禁止从气球上或用其他新的类似方法投掷投射物和爆炸物
  - 第一宣言 （页面存档备份，存于）：禁止从气球上或用其他新的类似方法投掷投射物和爆炸物
  - 第二宣言 （页面存档备份，存于）：禁止使用专用于散布窒息性或有毒气体的投射物
  - 第三宣言 （页面存档备份，存于）：禁止使用在人体内易于膨胀或变形的投射物
- 1907年海牙公约包括13部公约（其中12部已得到批准并已生效）和2个宣言：
  - 第一公约：和平解决国际争端公约
  - 第二公约：限制使用武力索偿契约债务公约
  - 第三公约 （页面存档备份，存于）：关于战争开始的公约
  - 第四公约 （页面存档备份，存于）：陆战法规和惯例公约
  - 第五公约 （页面存档备份，存于）：中立国和人民在陆战中的权利和义务公约
  - 第六公约 （页面存档备份，存于）：关于战争开始时敌国商船地位公约
  - 第七公约 （页面存档备份，存于）：关于商船改装为军舰公约
  - 第八公约 （页面存档备份，存于）：关于敷设自动触发水雷公约
  - 第九公约 （页面存档备份，存于）：关于战时海军轰击公约
  - 第十公约 （页面存档备份，存于）：关于1906年7月6日日内瓦公约原则适用于海战的公约
  - 第十一公约 （页面存档备份，存于）：关于海战中限制行使捕获权公约
  - 第十二公约 （页面存档备份，存于）：关于建立国际捕获法院公约
  - 第十三公约 （页面存档备份，存于）：关于中立国在海战中的权利和义务公约
  - 第一宣言：扩展了1899年会议的第二宣言，将其他类型的飞行器包括在内
  - 第二宣言：强制仲裁
- 1909年有关海战法的伦敦宣言 （页面存档备份，存于），虽然对中立实体的权利表现出更多尊重，但主要还是在重申已有法律。从未生效。
- 1922年，华盛顿海军条约，也称五国条约（2月6日）
- 1923年，海牙空战规则草案 （页面存档备份，存于）
- 1925年，《日內瓦議定書》(全名《禁止在戰爭中使用窒息性、毒性或其他氣體和細菌作戰方法的議定書》 （页面存档备份，存于）)
- 1927-1930年 希腊-德国仲裁法庭
- 1928年，凯洛格—白里安公约（亦称巴黎非战公约）
- 1929年，关于改善战俘待遇的日内瓦公约
- 1930年，限制和裁减海军军备的条约（4月22日，伦敦海军条约）
- 1936年，第二次伦敦海军条约（3月25日）
- 1938年，阿姆斯特丹，保护平民居民免受新战争武器影响的公约草案
- 1938年，有关“保护平民居民在战争中免遭空袭”的国际联盟宣言
- 1945年，联合国宪章（1945年10月24日生效）
- 1946年纽伦堡国际军事法庭的裁决
- 1947年，纽伦堡原则，根据1947年11月21日联合国大会第177号决议拟定。
- 1948年，联合国，防止及惩治灭绝种族罪公约
- 1949年日内瓦公约及其附加议定书
  - 1949年日内瓦第一公约 （页面存档备份，存于）：改善战地武装部队伤者病者境遇
  - 1949年日内瓦第二公约 （页面存档备份，存于）：改善海上武装部队伤者病者及遇船难者境遇。
  - 1949年日内瓦第三公约 （页面存档备份，存于）：战俘待遇
  - 1949年日内瓦第四公约 （页面存档备份，存于）：战时保护平民
  - 1977年，1949年8月12日日内瓦四公约关于保护国际性武装冲突受难者的附加议定书 （页面存档备份，存于）
  - 1977年，1949年8月12日日内瓦四公约关于保护非国际性武装冲突受难者的附加议定书 （页面存档备份，存于）
  - 2005年，1949年8月12日日内瓦四公约关于采纳一个新增特殊标志的附加议定书 （页面存档备份，存于）
- 1954年，关于发生武装冲突时保护文化财产的海牙公约 （页面存档备份，存于）
- 1971年，国际法研究院的萨格勒布决议，在联合国部队参与的敌对行动中适用武装冲突人道规则的条件
- 1977年，联合国，禁止为军事或任何其他敌对目的使用改变环境的技术的公约 （页面存档备份，存于）
- 1978年，红十字，适用于武装冲突的国际人道法基本规则
- 1980年，联合国，关于禁止或限制使用某些可被认为具有过分伤害力或滥杀滥伤作用的常规武器公约 （页面存档备份，存于）
  - 1980年，关于无法检测的碎片的第一议定书 （页面存档备份，存于）
  - 1980年，禁止或限制使用地雷、饵雷和其他装置的第二议定书 （页面存档备份，存于）
  - 1980年，禁止或限制使用燃烧武器第三议定书 （页面存档备份，存于）
  - 1995年，关于激光致盲武器的第四议定书 （页面存档备份，存于）
  - 1996年 关于禁止或限制使用地雷、诱杀装置和其他装置的修正的第二议定书 （页面存档备份，存于）
  - 2003年11月28日，战争遗留爆炸物议定书 （页面存档备份，存于）（1980年公约的第五议定书），2006年11月12日生效。
- 1994年，圣雷莫国际海上武装冲突法手册 （页面存档备份，存于）
- 1994年，红十字国际委员会/联合国大会，有关武装冲突时期的环境保护的军事手册和训练指南
- 1994 年《联合国人员和有关人员安全公约》
- 1996年，以核武器进行威胁或使用核武器的合法性的国际法院咨询意见
- 1997年 《关于禁止使用、储存、生产和转让杀伤人员地雷及销毁此种地雷的公约》（渥太华公约 （页面存档备份，存于））
- 1998年 《国际刑事法院罗马规约》，2002年7月1日生效。
- 2000年 《〈儿童权利公约〉关于儿童卷入武装冲突问题的任择议定书》，2002年2月12日生效。

## 延伸閱讀
- Witt, John Fabian. Lincoln's Code: The Laws of War in American History (Free Press; 2012) 498 pages; on the evolution and legacy of a code commissioned by President Lincoln in the Civil War

## 外部連結
- War & law index （页面存档备份，存于） – International Committee of the Red Cross website
- International Law of War Association （页面存档备份，存于）
- The European Institute for International Law and International Relations
- The Rule of Law in Armed Conflicts Project
- For the Sake of Warriors: Accepting the Limits of the Law of War （页面存档备份，存于）
- The Yearbook of International Humanitarian Law and free access to a Documentation Database of primary source materials.
- When the Law of War Becomes Over-lawyered （页面存档备份，存于）, JURIST
- International Law on the Bombing of Civilians （页面存档备份，存于） (Gene Dannen).
- A Brief Primer on International Law, 2007. With cases and commentary. (Nathaniel Burney)
- What is a war crime? （页面存档备份，存于） BBC online 31 July 2003 (Tarik Kafala).
- United Nations: international law （页面存档备份，存于）